# Sidelloides histrica
Sidelloides histrica är en insektsart som beskrevs av Evans 1972. Sidelloides histrica ingår i släktet Sidelloides och familjen dvärgstritar. Inga underarter finns listade i Catalogue of Life.